# Grupo Malbec
El Grupo Malbec, también conocido como Grupo Vendimia o Causa Federal, es un grupo interino de la Unión Cívica Radical (UCR) liderado por el actual gobernador de la provincia de Mendoza Alfredo Cornejo. Constituye el ala derecha y más cercana a Propuesta Republicana (PRO) y a La Libertad Avanza (LLA) dentro de la UCR. Desde el 15 de diciembre de 2023, con la victoria de Martin Lousteau como presidente del Comité Nacional, se han convertido en una minoría liderada por los gobernadores de dicho partido.

## Historia
El grupo nació en la fiesta de la Vendimia en la que participaron varios dirigentes disidentes de la conducción nacional del partido como Alfredo Cornejo (Gobernador de Mendoza), Gustavo Valdés (Gobernador de Corrientes), Rodolfo Suárez, Carolina Losada, entre muchos otros, en marzo del 2023. La titulación del grupo evidencia una conexión con la cultura y las tradiciones de la región de Mendoza, conocida por su producción de vino Malbec.
En las elecciones primarias del año 2023, el Grupo decidió otorgar su apoyo a la fórmula Patricia Bullrich-Luis Petri en la interna de Juntos por el Cambio. En contraposición, el ala izquierda de la UCR (liderada en por el entonces presidente del Comité Nacional Gerardo Morales) decidió respaldar la candidatura presidencial del jefe de Gobierno de la Ciudad de Buenos Aires, Horacio Rodríguez Larreta.
Finalmente, Patricia Bullrich ganó la interna dentro de Juntos por el Cambio, siendo derrotada finalmente en la primera vuelta de la elección presidencial, quedando en el tercer lugar, detrás de Javier Milei, candidato de La Libertad Avanza, y de Sergio Massa, candidato por Unión por la Patria.
En el balotaje, el grupo optó mayoritariamente a apoyar al candidato Javier Milei.

### Apoyo al gobierno de Javier Milei
Como presidente electo, Milei comunicó que Luis Petri desempeñaría el cargo de Ministro de Defensa asegurando el apoyo del grupo a su gobierno. Además es apoyado tácitamente por los gobernadores radicales Gustavo Valdés (provincia de Corrientes), Leandro Zdero (provincia de Chaco), Carlos Sadir (provincia de Jujuy) y Alfredo Cornejo (provincia de Mendoza).
Luego de la emisión del Decreto de Necesidad y Urgencia 70/2023 por el Presidente, y el posible bloqueo del mismo por parte del Congreso Nacional, El Grupo se lanzó a la carga contra la conducción del partido, lanzando una carta reclamando por una "UCR Moderna", y argumentando que "votar en contra del DNU no es bloquear a un gobierno, es bloquear el crecimiento del país. Todos los presidentes de todos los partidos políticos utilizaron la herramienta del DNU. La gente votó un cambio, dejemos que gobiernen con las herramientas necesarias".
El 2 de septiembre de 2024 el presidente Milei firmó el veto de la previamente aprobada Ley de Movilidad Jubilatoria. Posteriormente, el voto de cinco diputados radicales alineados con El Grupo fue protagonista para impedir la obtención de dos tercios de los votos de la Cámara de Diputados necesarios para rechazar el veto presidencial. Se trató de los diputados Martín Arjol (Misiones), Luis Picat (Córdoba), José Federico Tournier (Corrientes), Mariano Campero (Tucumán) y Pablo Cervi (Neuquén). Estos protagonizaron una reunión con el presidente en la Casa Rosada y posteriormente emitieron su voto en contra de la insistencia por la Ley. Esta conducta fue rechazada por la conducción nacional y apoyada públicamente por el Ministro Luis Petri, que aseguró que la UCR “no tiene propietarios” ni derecho de “expulsar a Diputados radicales votados por la ciudadanía”. “Martín Lousteau y los que hoy piden expulsiones perdieron la interna".